# Yassine Brahim
Pour les articles homonymes, voir Brahim (homonymie).
Yassine Brahim ou Yassine Ibrahim (arabe : ياسين إبراهيم), né le 20 février 1966 à Mahdia, est un homme politique et homme d'affaires franco-tunisien.
Il est brièvement ministre du Transport et de l'Équipement en 2011 puis ministre du Développement, de l’Investissement et de la Coopération internationale de 2015 à 2016. Il dirige par ailleurs le parti Afek Tounes, notamment en tant que président de 2013 à 2020.

## Biographie

### Formation et carrière professionnelle
Yassine Brahim quitte la Tunisie une première fois en 1983, après avoir vécu dix ans à Bizerte et sept ans à Carthage, dans les immeubles de l'armée. Il obtient une bourse du gouvernement tunisien pour effectuer les classes préparatoires au lycée Pierre-de-Fermat à Toulouse en France. Diplômé de l'École centrale Paris en 1989, il travaille en France pendant huit ans comme ingénieur chef de projet logiciel chez Capgemini puis comme responsable de l'informatique des salles de marché au sein de la Société générale, avant de rentrer en Tunisie en 1998 pour y représenter la banque. Il crée en 2000 sa propre entreprise dans le domaine des technologies, 2IC, vendue à la SSII française Teamlog en 2002.
Il rejoint par la suite l'éditeur de logiciel financiers Ubitrade en qualité de directeur de la division trading et risk management, puis en qualité de directeur général. À l'issue du rachat de la société par GL Trade, il s'installe à Londres pour prendre la direction opérationnelle du groupe qui est lui-même racheté en 2008 par l'entreprise américaine SunGard, classée 380e entreprise américaine en 2010.
En juillet 2010, Brahim réinstalle à nouveau sa famille à Tunis et passe trois semaines par mois en mission à l'étranger, où il s'attèle au développement à l'international, notamment en Asie, du groupe SunGard.

### Carrière politique
Au lendemain de la révolution tunisienne de 2011, Yassine Brahim est nommé ministre du Transport et de l'Équipement au sein du gouvernement provisoire le 27 janvier 2011. Il démissionne le 17 juin pour fonder le parti Afek Tounes et se consacrer aux activités du parti dont il devient secrétaire général le 17 juillet.
À la suite de l'annonce de la fusion d'Afek Tounes, notamment avec le Parti démocrate progressiste et le Parti républicain, il est élu, le 9 avril 2012, comme secrétaire exécutif de la nouvelle formation dénommée « Al Joumhouri ». Le 5 juillet 2013, il démissionne en regrettant l'échec du parti à former une union des forces démocratiques. Le 28 août, Brahim annonce dans une conférence de presse le retour officiel d'Afek Tounes. Un mois plus tard, le conseil national le confirme à la présidence du parti et du bureau politique avec 72 % des voix.
Candidat aux élections législatives de 2014 dans la circonscription de Mahdia, Yassine Brahim est élu à l'Assemblée des représentants du peuple le 26 octobre 2014.
Le 2 février 2015, il est nommé au poste de ministre du Développement, de l’Investissement et de la Coopération internationale dans le gouvernement de Habib Essid. Jusqu'au 12 janvier 2016, il est secondé par deux secrétaires d'État, Lamia Zribi et Amel Azzouz.
Le gouvernement Essid est remplacé par le gouvernement de Youssef Chahed le 27 août 2016. Brahim choisit alors, avec l’accord du bureau politique d'Afek Tounes, de ne pas le rejoindre et de se consacrer aux activités du parti,. Ce dernier ouvre, le 31 mars 2017, son second congrès qui voit Brahim être réélu pour un second mandat à la présidence le 2 avril.
En août 2019, il annonce qu'il ne se présente pas à l'élection présidentielle de septembre 2019 et appelle à voter pour Abdelkrim Zbidi,.
À la suite des résultats obtenus par Afek Tounes aux élections législatives du 6 octobre 2019, il annonce sa démission de son poste de président du parti,.

### Palmarès sportif
En dehors de sa vie estudiantine et professionnelle, Yassine Brahim a pratiqué la natation au sein de l'équipe nationale de Tunisie ; il a été sacré champion national sur 200 m, 100 m et 50 m nage libre en 1988 et champion maghrébin sur 200 m nage libre en 1989.

### Vie privée
Son père, le colonel Mahfoudh (né à Mahdia en 1937 et décédé en 1983), est un officier de l'armée de l'air tunisienne ; sa mère, fille du militant Abdelaziz Mastouri, est institutrice.
Il est marié et père de trois enfants,.